# 薄鸚嘴魚
薄鸚嘴魚，為輻鰭魚綱鱸形目隆頭魚亞目鸚哥魚科的其中一種，分布於西北太平洋的中國海域，棲息在沿海海域。
其种加词来源于拉丁文“gracilis”，意为“纤细的”。